# Wzgórza Radomszczańskie
Wzgórza Radomszczańskie (342.11) – mezoregion fizycznogeograficzny należący do Wyżyny Przedborskiej Położony jest w południowo-wschodniej części województwa łódzkiego pomiędzy Radomskiem, Kamieńskiem, a Przedborzem. Wzgórza są przedłużeniem struktur mezozoicznych obrzeżenia Gór Świętokrzyskich na zachód od Pilicy w postaci wzniesień zbudowanych z piaskowców kredowych i wapieni jurajskich. Pokryte są w znacznej części piaskami i glinami czwartorzędowymi, a większość wzniesień na mapach geologicznych oznaczona jest jako wzgórza żwirowe lub kamieniste, genetycznie kem lub morena czołowa. W obniżeniach występują zabagnienia, piaski i wydmy, przeplatające się z masywnymi wzniesieniami, w których płytko występuje starsze podłoże. Kulminacją jest Góra Chełmo – 323 m n.p.m. Początek biorą tu rzeki Widawka i Luciąża.